# Michele Godena
Michele Godena (Valdobbiadene, 30 de juny de 1967), és un jugador d'escacs italià, diversos cops campió nacional del seu país, que té el títol de Gran Mestre des de 1996.
A la llista d'Elo de la FIDE del juliol de 2022, hi tenia un Elo de 2480 punts, cosa que en feia el jugador número 12 (en actiu) d'Itàlia. El seu màxim Elo va ser de 2561 punts, a la llista de març de 2010 (posició 382 al rànquing mundial).

## Resultats destacats en competició
Resident a Finale Ligure, aconseguí el títol de GM el 1996, després d'un resultat positiu al primer tauler d'Itàlia a l'Olimpíada d'Erevan. Ha jugat moltes vegades per l'equip olímpic del seu país i a Elista 1998 hi feu un impressionant 66,7% al segon tauler.
Godena han estat cinc vegades Campió d'Itàlia, els anys 1992, 1993, 1995, 2005 i 2006, i a més en fou subcampió el 1990 i el 1998. La seva victòria de 2006 fou molt disputada amb el llavors nen prodigi de 14 anys l'MI Fabiano Caruana. Els dos jugadors acabaren la competició en 8 punts d'11 rondes i Godena triomfà per poc marge al desempat a blitz.
Va empatar als llocs 1r-4t amb Andrei Sokolov, Dražen Sermek i Xie Jun a Canes 1997. A l'Aeroflot Open de Moscou de 2006 hi fou 12è al grup A2, amb una performance de 2628.
Durant molts anys fou el jugador més fort d'Itàlia, i l'abril de 2007 arribà al seu Elo més alt, amb 2558 punts, però de llavors ençà ha estat avançat per Fabiano Caruana, qui va obtenir ràpidament més fama.
Godena fou una temps anomenat de renom "La Màquina italiana" pel GM Serguei Xípov, però d'altres comentaristes creuen que la seva mala gestió del tempos de joc podria estar condicionant el seu progrés més llunyà. Sovint esgotava tot el seu temps en l'obertura i el mig joc, i confiant en el seu coneixement posicional, capacitat per jugar ràpid, i reaccions instintives per fer els moviments restants dins els increments de temps.
El juny de 2007, a Arvier, esdevingué Campió individual de la UE (el GM serbi Nikola Sedlak guanyà el torneig en els desempats, però en tant que no era ciutadà de la Unió Europea, no se li va atorgar el títol). L'octubre de 2007 fou sisè al fort obert de Calvià; (el campió fou Viktor Mihalevski).

### Estil de joc
Amb blanques, comença amb 1.e4 i amb negres, prefereix la Ruy López i les variants eslava i semieslava del gambit de dama refusat.